# Culex brenguesi
Culex brenguesi is een muggensoort uit de familie van de steekmuggen (Culicidae). De wetenschappelijke naam van de soort is voor het eerst geldig gepubliceerd in 1973 door Brunhes & Ravaonjanahary.